# Juan Manuel Martín del Campo
Juan Manuel Martín del Campo y Martín del Campo (Lagos de Moreno, Jalisco, 14 de diciembre de 1917-Xalapa, Veracruz, 13 de agosto de 1996) fue un sacerdote católico y exorcista mexicano, declarado venerable por el Papa Francisco, y actualmente en proceso de beatificación.

## Biografía
Nació el 14 de diciembre de 1917 en Lagos de Moreno, Jalisco. Fue hijo de Manuel Martín del Campo y Moreno, y de Ana María Martín del Campo y Rivas, ambos descendientes del capitán Lázaro Martín del Campo, natural de Villamartín de Campos, uno de los primeros españoles en poblar la región de los Altos de Jalisco. 
Fue seminarista durante la rebelión cristera y fue alumno y amigo del obispo San Rafael Guízar y Valencia.
Fue declarado siervo de Dios por el papa Benedicto XVI el 27 de noviembre de 2008 y Venerable por el papa Francisco el 30 de septiembre de 2015 continuando con el proceso de beatificación.